# Abfallwirtschaft

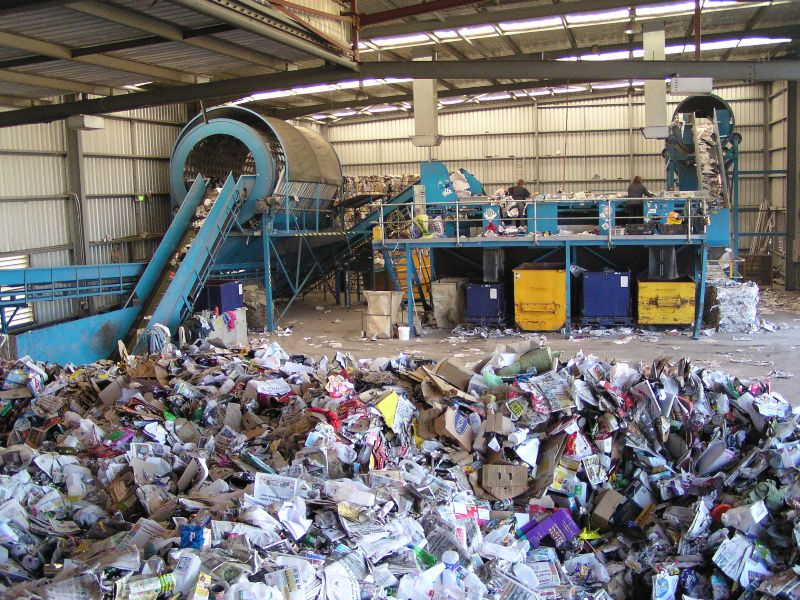
Abfallwirtschaft

Als Abfallwirtschaft wird die Gesamtheit aller Tätigkeiten und Aufgaben, die mit dem Vermeiden, Verringern, Verwerten und Beseitigen von Abfällen zusammenhängen, bezeichnet. Gleichzeitig ist die Abfallwirtschaft ein Wirtschaftszweig.

## Umfang
Die Abfallwirtschaft umfasst die Planung, Ausführung und Kontrolle der Abfallentsorgung. Dies bezieht sich sowohl auf Abfälle aus der Industrie, dem Gewerbe und dem Dienstleistungssektor als auch auf Abfälle aus den Haushalten und öffentlichen Bereichen (Straßen, Parkanlagen usw.). Abfallwirtschaftliches Handeln kann öffentlich, privatwirtschaftlich oder in gemischten Formen organisiert sein und ist in den meisten Staaten gesetzlich geregelt.
Abfallwirtschaft gilt zudem als eine angewandte Naturwissenschaft. Traditionell ist dieses Fachgebiet aufgrund der zunehmenden Notwendigkeit zur systematischen Entsorgung von Haushaltsabfällen in den Großstädten Ende des 19. Jahrhunderts und der damals noch engen Anbindung an die Stadtplanung, Abwasserbeseitigung und -reinigung in das Bauingenieurwesen eingebunden.

## Bereiche

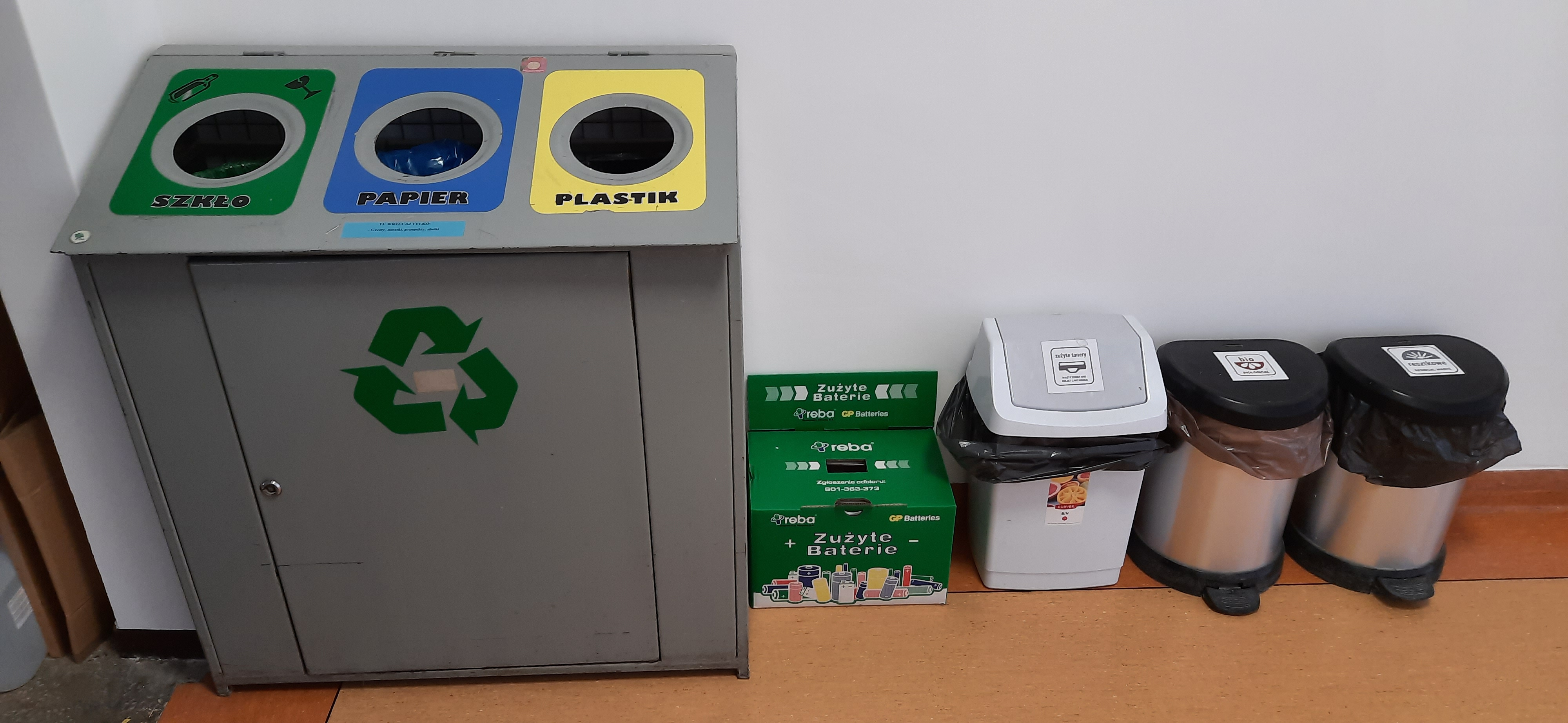
Recyclingstelle an der Technischen Universität Danzig

Die Abfallwirtschaft als Tätigkeit, Aufgabe und Wissenschaft beschäftigt sich mit:
- der Umsetzung der rechtlichen Grundlagen der Abfallentsorgung, z. B. im Kreislaufwirtschaftsgesetz und den dazugehörigen Verordnungen (Definitionen von Abfall, Entledigung, Entsorgung; Verwertungsgebote, Rücknahmepflichten, kommunales Satzungsrecht, Gebührenrecht, Genehmigungsverfahren für Abfallbehandlungsanlagen usw.)
- den Abfallmengen, den Abfallarten, der Abfallzusammensetzung und der Abfallherkunft (Untersuchungsmethoden, toxikologische Bewertung)
- der strategischen Abfallwirtschaftsplanung (lokale, regionale, nationale Abfallwirtschaftskonzepte und -pläne)
- den Möglichkeiten der Abfallvermeidung z. B. durch Abfallberatung
- der Abfallentsorgung
  - der Erfassung (Sammlung) von Abfällen, getrennt oder gemischt
  - der Müllabfuhr, d. h. Transport von Abfällen (Behältersysteme, Fahrzeuge, Umladestationen)
  - der Behandlung von Abfällen mit dem Ziel der Verwertung (Recycling) und Beseitigung (mechanisch, chemisch, biologisch, thermisch) z. B. durch Demontage, Zerkleinerung, Sortierung/Abscheidung, Stabilisierung/Inertisierung, Kompostierung/Vergärung, Verbrennung/Pyrolyse
  - der Ablagerung von Abfällen in Mülldeponien und anderen Endlagern (Standortsuche, Planung, Abfalleinbau, Deponiegas, Deponiesickerwasser usw.)
- den Verwertungs- und Vermarktungsmöglichkeiten von getrennt erfassten Abfallbestandteilen (Fraktionen, Qualitäten; z. B. Kompost, Ersatzbrennstoffen, Baustoffe, Boden, Metalle)

## Wissenschaft / Studienfach
Die wissenschaftlichen Grundlagen der Abfallwirtschaft werden an zahlreichen Universitäten (z. B. an der Montanuniversität Leoben und der RWTH Aachen) und Fachhochschulen (z. B. an der Hochschule Münster, Technische Hochschule Köln und an der Hochschule Magdeburg-Stendal) und außeruniversitären Forschungseinrichtungen (z. B. am Fraunhofer-Institut für Umwelt-, Sicherheits- und Energietechnik) erforscht und in entsprechenden Studiengängen vermittelt.